# 薛亨
薛亨（1538年—？），字道行，號通衢、質亭，陝西西安府韓城縣郝莊里人，匠籍，明朝政治人物。

## 生平
嘉靖四十年（1561年）辛酉科陝西鄉試第一名舉人，隆慶五年（1571年）登辛未科二甲第五十名進士。吏部觀政，授戶部主事，督餉寧武，徙內庫。萬曆三年（1575年）改兵部武選司主事，以父喪歸。服闋，七年复除車駕司主事，萬曆八年奉使犒邊，半道遷刑部員外郎，四月尋擢山西提學僉事。以母喪歸，服除，十二年四月復山西提学故官。十四年遷山東參議，督泰山香稅。無何，十五年四月遷湖廣按察副使，十八年晉四川參政，治兵涪州，三年考最，二十一年七月遷山西按察使，治兵昌平，尋徙冀南汾州。二十三年升河南右布政使，兼摄左使事。二十四年八月，山西巡撫魏允貞追論貪肆監司薛亨多贓，革職閑住。歸鄉题署所居堂曰“敬忍”，作为座右铭。

## 佚事
記述了韓城知縣袁某與薛亨的師生之誼。

## 家族
曾祖薛清；祖父薛珉；父薛三戒，壽官。母王氏。具慶下。兄薛元，弟薛九思。